# Miss Piauí BE Emotion 2018
Miss Piauí BE Emotion 2018 foi a 60ª edição do tradicional concurso de beleza de Miss Piauí BE Emotion, válido para a disputa de Miss Brasil BE Emotion 2018, único caminho para o Miss Universo. O concurso que elegeu a sucessora da Miss Brasil BE Emotion e Miss Piauí BE Emotion 2017 Monalysa Alcântara foi realizado no dia 28 de abril de 2018 no Shopping Rio Poty, localizado na capital. Comandado pelo empresário e diretor da Band Piauí, Diego Trajano, o concurso reuniu quinze (15) candidatas disputando o título sob a apresentação dos jornalistas Francisco José e Larissa Erthal.

## Resultados

### Colocações
| Posição   | Candidata                                 |
| Vencedora | - Candidata Nº 11: Naiely Lima            |
| 2º. Lugar | - Candidata Nº 4: Ivana Pimenta           |
| 3º. Lugar | - Candidata Nº 5: Jéssyca Machado         |
| 4º. Lugar | - Candidata Nº 8: Maria Cecília Almeida   |
| 5º. Lugar | - Candidata Nº 10: Maria Eduarda Mousinho |

### Prêmios especiais
O concurso distribuiu os seguintes prêmios este ano:
| Prêmio            | Candidata                       |
| Miss Simpatia     | - Candidata Nº 4: Ivana Pimenta |
| Miss Voto Popular | - Candidata Nº 11: Naiely Lima  |

## Candidatas
Disputaram o título este ano: 
| - Candidata Nº 1: Andressa Maria Pereira Moreira - De União / 20 anos / 1.70m de altura. - Candidata Nº 2: Andressa Paula Chaves - De Teresina / 21 anos / 1.70m de altura. - Candidata Nº 3: Emily Costa Lira - De Teresina / 22 anos / 1.73m de altura. - Candidata Nº 4: Ivana Karine Pimenta Dias - De Teresina / 19 anos / 1.78m de altura. - Candidata Nº 5: Jéssyca Machado Silva Castro - De Teresina / 20 anos / 1.68m de altura. - Candidata Nº 6: Junielle Fraenkelle Silva Santos - De Nossa Senhora de Nazaré / 19 anos / 1.77m de altura. - Candidata Nº 7: Lyssia Gabriela de Oliveira Santos - De Teresina / 19 anos / 1.69m de altura. - Candidata Nº 8: Maria Cecília Almeida Sousa - De Teresina / 19 anos / 1.77m de altura. | - Candidata Nº 9: Maria Clara Maciel da Silva - De Teresina / 19 anos / 1.68m de altura. - Candidata Nº 10: Maria Eduarda Mousinho Silva Rodrigues - De Teresina / 18 anos / 1.70m de altura. - Candidata Nº 11: Naiely Raquel Lima Moura - De Piripiri / 18 anos / 1.82m de altura. - Candidata Nº 12: Nathany Cardoso Vieira - De Teresina / 22 anos / 1.72m de altura. - Candidata Nº 13: Natiele Costa de Sousa - De Timon / 23 anos / 1.70m de altura. - Candidata Nº 14: Thayla Cecília Oliveira de Carvalho - De Teresina / 18 anos / 1.71m de altura. - Candidata Nº 15: Valesca do Nascimento Machado - De Parnaíba / 21 anos / 1.68m de altura. |